# Xestia pallida
Xestia pallida là một loài bướm đêm trong họ Noctuidae.